# Japanalk
Der Japanalk (Synthliboramphus wumizusume) ist eine kleine, nordpazifische Art aus der Familie der Alkenvögel. Sie hat ein sehr kleines Verbreitungsgebiet. Es werden keine Unterarten für diese Art unterschieden.
Die IUCN stuft diese Art wegen ihres kleinen Bestandes und dem Populationsrückgang in den letzten Jahren als gefährdet (vulnerable) ein.
Das Artepitheton stammt vom japanischen Begriff umisuzume (wörtlich: „Meeressperling, Meeresspatz“) für Alkenvögel.
Die Art wurde am 26. Juni 1975 zu einem Naturdenkmal Japans ernannt.

## Erscheinungsbild
Der Japanalk erreicht eine Körperlänge von 22 Zentimetern und wiegt durchschnittlich 164 Gramm. Er ist damit geringfügig größer als der Craverialk, der kleinste Alk der Gattung Synthliboramphus, der beide Arten angehören. Ein Sexualdimorphismus besteht nicht.
Der Japanalk weist sehr große Ähnlichkeit mit dem Silberalk auf. Wie dieser hat er im Prachtkleid eine taubengraue Körperoberseite und einen schwarzen Kopf. Anders als beim Silberalk dehnt sich das schwarze Kinn jedoch nicht bis auf die Vorderbrust aus, sondern endet in einer geraden Linie auf Kinnhöhe. Die Körperunterseite ist strahlend weiß. Der Schnabel ist kräftig und hornfarben. Die Beine und Füße sind fleischfarben mit dunkleren Schwimmhäuten. Die Iris ist braun. Auffälligstes Merkmal des Japanalks sind die verlängerten weißen Federn am Kopf, die sehr viel ausgeprägter als beim Silberalk sind. Sie formen eine Haube, die von den Augen bis zum Ende des Nackens reichen. Der Scheitel ist dagegen schwarz.
Im Schlichtkleid fehlen die verlängerten weißen Federn am Kopf. Der Kopf ist stattdessen durchgängig schwarzgrau, das Kinn weist eine individuell variierende Graufärbung auf. Jungvögel gleichen den adulten Vögeln im Schlichtkleid, haben aber einen kürzeren und schlankeren Schnabel.

## Verbreitungsgebiet

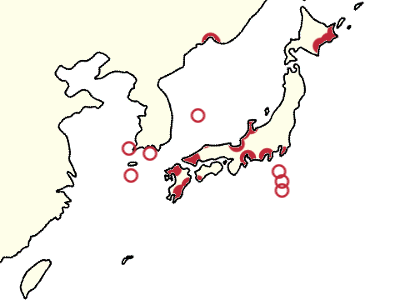
Verbreitungsgebiet des Japanalks (rot)

Der Japanalk brütet ausschließlich in den Küstengewässern Japans, auf einigen Inseln vor der südkoreanischen Küste und möglicherweise an einer Meeresbucht in der Nähe von Wladiwostok im Japanischen Meer. Die Art hält sich bevorzugt in Meeresregionen mit einer warmen Strömung auf. Dies gilt insbesondere für die Gewässer rund um die Inseln vor Kyūshū und den Izu-Inseln.
Brutkolonien befinden sich auf mindestens zwölf Inseln vor der Küste Honshūs und Kyūshūs. Als wichtigstes Brutgebiet gelten die Izu-Inseln, wo sich wenigsten auf drei Inseln dieser Inselkette Brutkolonien befinden. Es wird außerdem davon ausgegangen, dass sich Brutkolonien auch auf Inseln vor der südkoreanischen Küste befinden. Außerhalb der Fortpflanzungszeit wandern Japanalken nach Norden und erreichen dann auch Sachalin, die Kurilen und Gewässer im Nordosten von Hokkaidō.

## Nahrung
Der Japanalk sucht seine Nahrung nur während der Brutzeit in küstennahen Gewässern. Außerhalb der Fortpflanzungszeit hält er sich auf offener See auf, wobei er ganzjährig auf solchen Gewässern zu finden ist, die eine Oberflächentemperatur zwischen 8 und 22 Grad Celsius aufweisen. Auf hoher See wird der Japanalk gewöhnlich in kleinen Gruppen beobachtet. Über seine Nahrungsökologie ist bislang nur sehr wenig bekannt, vermutlich lebt er aber ähnlich wie der Silberalk von Jungfischen und kleinen Sandaalen sowie von Krill.

## Fortpflanzung
Der Japanalk brütet bevorzugt auf kleinen, felsigen Inseln, auf denen auf natürliche Weise keine Säugetiere vorkommen, die ihm gefährlich werden können. Die Nisthöhlen befinden sich gewöhnlich wenige hundert Meter von der Küste entfernt. Auf einigen der Inseln, die als Brutkolonien dienen, brüten Weißgesicht-Sturmtaucher und Swinhoe-Wellenläufer in unmittelbarer Nähe der Japanalken. Es ist bislang nicht bekannt, ob und inwieweit diese Arten miteinander um Niststandorte konkurrieren.
Die Nisthöhle befindet sich in Felsspalten, gelegentlich auch in Spalten von Felsklippen sowie in Hohlräumen unter Felsen. Japanalken graben jedoch auch Baue unter Grasbüscheln. Verglichen mit dem Silberalk, der ebenfalls in Bauen brütet, sind die Niströhren von Japanalken kürzer und einfacher einzusehen. Brutvögel halten sich im Zeitraum von Februar bis Mai in der Nähe ihrer Brutkolonien auf. Die Eiablage beginnt Ende Februar und endet im März. Die kleinen Familiengruppen verlassen die Brutkolonien von April bis Anfang Mai.
Das Gelege besteht fast immer aus zwei Eiern. Diese sind rahmgelb bis rotbräunlich mit braunen Flecken und Kritzeln. Einzelne Eier sind zum Teil sehr stark gezeichnet. An der Bebrütung der Eier sind beide Elternvögel beteiligt. Sie wechseln sich nach einem bis drei Tagen mit dem Brutgeschäft ab. Ähnlich wie beim Silberalk sind die Eier unempfindlich gegenüber Brutunterbrechungen. Es wurden schon Gelege beobachtet, die fünf Tage lang von den Elternvögeln nicht bebrütet wurden und aus denen trotzdem Jungvögel schlüpften. Die Brutdauer beträgt 31 Tage. Die Jungvögel verbringen gewöhnlich ein bis zwei Tage im Bau und verlassen dann gemeinsam mit den Elternvögeln die Brutkolonie. Die Aufzucht der Jungvögel, die auf hoher See stattfindet, ist bislang nicht hinreichend untersucht.

## Bestand und bestandsgefährdende Faktoren
Der Bestand an Japanalken wird auf weniger als 10.000 Individuen geschätzt. Gegen Ende des 20. Jahrhunderts wiesen die Izu-Inseln einen Brutbestand von 1.000 Vögeln auf. Die größte Kolonie vor der Küste Honshūs umfasste 120 bis 200 Brutvögel, die größte überhaupt bekannte Kolonie dagegen befindet sich vor der Küste von Kyūshū, wo etwa 3.000 Brutvögel vorkommen. Da die Inseln, auf denen sich die Brutkolonien der Japanalken befinden, grundsätzlich felsig und für den Menschen nur schwer zugänglich sind, ist nicht ausgeschlossen, dass es weitere, bislang nicht bekannte Brutkolonien gibt. 
Der Bestand an Japanalken hat in den letzten Jahrzehnten deutlich abgenommen. Dazu tragen mehrere Faktoren bei. Auf einer Reihe von Inseln sind Ratten eingeführt worden, was sich wie bei vielen anderen Alkenvögeln unmittelbar auf den Bruterfolg dieser Art auswirkt. Die Art reagiert außerdem empfindlich gegenüber Störungen durch den Menschen. Es ertrinkt außerdem eine größere Zahl von Individuen dieser Art in Fischnetzen. Mehrere Inseln, auf denen sich Brutkolonien befinden, werden von kommerziellen Fischern als temporäre Operationsbasis genutzt und Hobbyangler nutzen die Inseln außerdem, um ihrer Freizeitbeschäftigung nachzugehen. Die Abfälle, die beide Gruppen hinterlassen, ziehen Aas- und Dickschnabelkrähen sowie Schwarzmilane an, die alle Prädatoren von Japanalken sind. Die Menschen, die die Inseln aufsuchen, tragen auch wesentlich dazu bei, dass Ratten auf die Inseln eingeführt werden. Eingeführte Ratten haben beispielsweise auf der Koyashima-Insel, wo 1987 noch mehrere 100 Vögel brüteten, die Zahl der Brutvögel sehr schnell auf zehn Individuen absinken lassen. Obwohl man sehr bald nach dem ersten Auftauchen von Ratten versuchte, ihre Ausbreitung durch Giftköder zu verhindern, hatte sich die Zahl der Brutvögel bis 1993 nur unwesentlich erholt. Der Japanalk gehört außerdem zu den Alkenvögeln, deren Eier noch immer von Menschen für den Verzehr gesammelt werden. Der Ornithologe Anthony Gaston schätzt die Zahl der bestandsgefährdenden Faktoren als so groß und einflussreich ein, dass er den Japanalk für die Alkenart hält, deren Aussterben am wahrscheinlichsten ist.

## Belege

### Einzelbelege
1. 1 2  Factsheet auf BirdLife International
2. ↑  カンムリウミスズメ. In: 国指定文化財等データベース (Kulturdenkmäler-Datenbank). Bunka-chō, archiviert vom Original (nicht mehr online verfügbar) am 20. Oktober 2013; abgerufen am 19. Oktober 2013 (japanisch).  Info: Der Archivlink wurde automatisch eingesetzt und noch nicht geprüft. Bitte prüfe Original- und Archivlink gemäß Anleitung und entferne dann diesen Hinweis.
3. ↑   Gaston et al., S. 223
4. ↑   Gaston et al., S. 223
5. ↑   Gaston et al., S. 225
6. ↑   Gaston et al., S. 226
7. ↑   Gaston et al., S. 226
8. ↑   Gaston et al., S. 225
9. ↑   Gaston et al., S. 225